# Rui Jervis Atouguia
Rui de Sequeira Manso Gomes Palma Jervis de Atouguia Ferreira Pinto Basto OSE (Sé, Macau, 1 de Janeiro de 1917 — Lisboa, 21 de Julho de 2006), que usou o título de 4.º Visconde de Atouguia, foi um arquitecto português.

## Biografia
Filho primogénito de Manuel Jervis de Athouguia Ferreira Pinto Basto (Lisboa, Mercês, 30 de Março de 1882 — Macau, 11 de Junho de 1919), de ascendência Inglesa, e de sua mulher (Cascais, Cascais, 12 de Dezembro de 1915) Emília de Sequeira Manso Gomes Palma (Beja, São João Baptista, 5 de Abril de 1891 — Cascais, Cascais, 28 de Agosto de 1980). 
A 8 de janeiro de 1944, casou na igreja do Coração de Jesus, em Lisboa, com Maria Domingas Cirilo de Carvalho Pepulim (Coração de Jesus, Lisboa, c. 1921), filha de Domingos Pepulim, natural da freguesia e concelho de Ovar, e de Maria Estrela de Carvalho Pepulim, doméstica, natural de Lisboa (freguesia de Santa Isabel), além de neta materna de Mariano Cirilo de Carvalho. Os dois divorciaram-se por sentença transitada em julgado a 26 de maio de 1976. Foi padrinho de casamento o Coronel João Alexandre Lopes Galvão.
Frequentou o Colégio Militar entre 1927 e 1936. Formado pela Escola de Belas Artes do Porto. Estagiou no ateliê de Filipe Nobre de Figueiredo.
Do seu trabalho em Lisboa, destacam-se o "Bairro das Estacas", projectado em parceria com Formosinho Sanchez e Maurício de Vasconcelos (1949/55), as Escolas Primárias do Bairro de São Miguel (1949/53) e Teixeira de Pascoaes (1956/61) e a Escola Secundária (antigo Liceu) Padre António Vieira (1959/64), bem como parte dos edifícios circundantes da praça de Alvalade.
Projectou o Cine-Teatro São Pedro de Abrantes, inaugurado em 1949, e, em Cascais, realizou projectos de habitação durante a década de 50, bem com a Torre do Infante.
O seu trabalho mais importante é o Edifício-sede da Fundação Calouste Gulbenkian, em Lisboa, que projectou em parceria com os arquitectos Pedro Cid e Alberto Pessoa (1959/69).
A 31 de Outubro de 1969 foi feito Oficial da Ordem Militar de Sant'Iago da Espada.
Em Dezembro de 2003 a Ordem dos Arquitectos organizou no Palácio Galveias em Lisboa um exposição retrospectiva sobre a sua obra, integrada na temática Arquitectos da Geração Moderna.
Juntamente com Alberto Pessoa, Pedro Cid, Gonçalo Ribeiro Telles e António Viana Barreto ganhou Prémio Valmor 1975, pelo conjunto arquitectónico: Sede, Jardins e Museu Calouste Gulbenkian.

## Algumas Obras
- Escola do Bairro de São Miguel, Lisboa, 1949-1953
- Casa Maria Amélia Burnay, Cascais, 1949-1951
- Escola de Teixeira de Pascoaes (Escola Básica Teixeira de Pascoais), Lisboa, 1952-1956
- Liceu Padre António Vieira (Escola Secundária Padre António Vieira), Lisboa, 1959-1963
- Casa Sande e Castro, Cascais, 1954-1956
- Edifício Roma (com Formosinho Sanchez), Lisboa, 1957-1959
- Bairro da Federação da Caixa de Previdência (Bairro das Caixas), Cascais, 1957-1960
- Casa Pinto da Costa, Cascais, 1957-1960
- Torre do Infante, Cascais, 1960-1965
- Praça de Alvalade (com Fernando Silva), Lisboa, 1960-1966